# 午汲古城
午汲古城，位于中国河北省邯郸市午汲，为邯郸市武安市的一个省级文物保护单位，类型为古遗址，公布时间为1982年7月23日。
位置于武安县中部午汲村北，距县城6公里。是战国时代古城。因近午汲村，故名此处地势平坦，古城呈长方形，东西长845米，南北宽750米，城墙残高约6米，宽约8，4米。城内文化层为春秋、战国及汉代，堆积深2—3米。1956年省文管处进行了发掘，出土文物约1100件，有高细把浅盘豆，细把深盘豆、饮口鼓腹罐、双耳直腹罐、绳纹筒瓦、板瓦、折沿缸、敞口盆等，交省保存。